# Tribrachium
Tribrachium är ett släkte av svampdjur. Tribrachium ingår i familjen Ancorinidae.
Kladogram enligt Catalogue of Life:
| Tribrachium | \| \| Tribrachium fisheri \| \| \| \| \| \| Tribrachium schmidti \| \| \| \| |
|             | \| \| Tribrachium fisheri \| \| \| \| \| \| Tribrachium schmidti \| \| \| \| |
|             | Ancorina                                                                     |
|             |                                                                              |
|             | Asteropus                                                                    |
|             |                                                                              |
|             | Cryptosyringa                                                                |
|             |                                                                              |
|             | Disyringa                                                                    |
|             |                                                                              |
|             | Ecionemia                                                                    |
|             |                                                                              |
|             | Holoxea                                                                      |
|             |                                                                              |
|             | Jaspis                                                                       |
|             |                                                                              |
|             | Melophlus                                                                    |
|             |                                                                              |
|             | Penares                                                                      |
|             |                                                                              |
|             | Psammastra                                                                   |
|             |                                                                              |
|             | Rhabdastrella                                                                |
|             |                                                                              |
|             | Stelletta                                                                    |
|             |                                                                              |
|             | Stryphnus                                                                    |
|             |                                                                              |
|             | Tethyopsis                                                                   |
|             |                                                                              |
|             | Tribrachium fisheri                                                          |
|             |                                                                              |
|             | Tribrachium schmidti                                                         |
|             |                                                                              |

|  | Tribrachium fisheri  |
|  |                      |
|  | Tribrachium schmidti |
|  |                      |